# بو بوريس
بو بوريس (بالإنجليزية: Bo Burris)‏ هو لاعب كرة قدم أمريكية أمريكي، ولد في 16 أكتوبر 1944 في لولينغ في الولايات المتحدة.

## وصلات خارجية
- بو بوريس على موقع مرجع كرة القدم المحترفة.كوم (الإنجليزية)
- بو بوريس على موقع JustSportsStats.com (الإنجليزية)